# Nazionale maschile under 17 di football americano degli Stati Uniti d'America
La nazionale di football americano Under-17 degli Stati Uniti d'America è la selezione maschile di football americano di USA Football, che rappresenta gli Stati Uniti d'America nelle varie competizioni ufficiali o amichevoli riservate a squadre nazionali Under-17.
Nel 2017 USA Football è stata espulsa dalla fazione parigina di IFAF (ma non da quella newyorkese) e al suo posto è stata ammessa la USFAF, che gestisce la selezione "USA Eagles". Pertanto per le competizioni gestite dalle due fazioni esistono due diverse nazionali con uguale grado di ufficialità fino a risoluzione della scissione in seno a IFAF.

## Risultati
Legenda: Grassetto: Risultato migliore, Corsivo: Mancate partecipazioni

## Dettaglio stagioni

### Tornei

#### IFAF International Bowl
| Stagione | regular season | regular season | regular season | regular season | regular season | regular season | playoff | playoff | playoff | playoff | playoff | playoff   | playoff    |
|          | Vin            | Par            | Per            | Tot            | PF             | PS             | Vin     | Per     | Tot     | PF      | PS      | risultato | avversaria |
| -------- | -------------- | -------------- | -------------- | -------------- | -------------- | -------------- | ------- | ------- | ------- | ------- | ------- | --------- | ---------- |
| 2015     | -              | -              | -              | -              | -              | -              | 1       | 0       | 1       | 24      | 10      | Campioni  | Canada     |
| 2016     | -              | -              | -              | -              | -              | -              | 1       | 0       | 1       | 49      | 7       | Campioni  | Canada     |
| 2017     | -              | -              | -              | -              | -              | -              | 1       | 0       | 1       | 44      | 7       | Campioni  | Giappone   |
| 2019     | -              | -              | -              | -              | -              | -              | 1       | 0       | 1       | 28      | 24      | Campioni  | Giappone   |
| 2020     | -              | -              | -              | -              | -              | -              | 0       | 1       | 1       | 20      | 28      | Finale    | Giappone   |
| Totale   |                |                |                |                |                |                | 4       | 1       | 5       | 165     | 76      |           |            |

Fonte: luckyshow.org

### Riepilogo partite disputate
| Anno | Luogo     | Evento             | Fase del torneo | Incontro               | Risultato |
| 2015 | Arlington | International Bowl | Finale          | Stati Uniti - Canada   | 24 - 10   |
| 2016 | Arlington | International Bowl | Finale          | Stati Uniti - Canada   | 49 - 7    |
| 2017 | Arlington | International Bowl | Finale          | Stati Uniti - Canada   | 44 - 7    |
| 2019 | Arlington | International Bowl | Finale          | Stati Uniti - Giappone | 28 - 24   |
| 2020 | Arlington | International Bowl | Finale          | Stati Uniti - Giappone | 20 - 28   |

## Confronti con le altre nazionali
Questi sono i saldi degli Stati Uniti d'America nei confronti delle nazionali incontrate.

### Saldo positivo
| Nazionale | Giocate | Vinte | Pareggiate | Perse | PF | PS | Ultima vittoria | Ultimo pari | Ultima sconfitta |
| --------- | ------- | ----- | ---------- | ----- | -- | -- | --------------- | ----------- | ---------------- |
| Canada    | 2       | 2     | 0          | 0     | 73 | 17 | 2016            | -           | -                |
| Giappone  | 3       | 2     | 0          | 1     | 92 | 59 | 2019            | -           | 2020             |